# مايك بيبلوسكي
مايك بيبلوسكي (بالإنجليزية: Mike Peplowski)‏ مواليد 15 أكتوبر 1970 في ديترويت، هو لاعب كرة سلة أمريكي معتزل. بدأ مسيرته الاحترافية في سنة 1993. تم اختياره من قبل فريق سكرامنتو كينغز خلال الدرافت. حمل الرقم 54. يبلغ طوله 6 قدم 10 بوصة (2.1 م). حقق المركز الثالث في دورة الألعاب الأمريكية 1991. اعتزل اللعب في 1996. أحرز خلال مسيرته في الإن بي إيه 194 نقطة بمعدل 6.3 نقاط في المباراة الواحدة.

## المسيرة الاحترافية
لعب مع سكرامنتو كينغز في موسم 1993–1994، ثم لعب مع ديترويت بيستونز في موسم 1994–1995، ثم لعب مع نادي برشلونة لكرة السلة في الدوري الإسباني في سنة 1995، ثم لعب مع واشنطن ويزاردز في سنة 1995، ثم لعب مع ميلووكي باكز في سنة 1996.

## الميداليات
| الميدالية | المسابقة                    |
| --------- | --------------------------- |
| برونزية   | دورة الألعاب الأمريكية 1991 |

## روابط خارجية
- مايك بيبلوسكي على موقع إن بي أي (الإنجليزية)
- مايك بيبلوسكي على موقع سبورتس رفرنس (الإنجليزية)
- مايك بيبلوسكي على موقع الدوري الإسباني لكرة السلة (الإسبانية)
- مايك بيبلوسكي على موقع كلية كرة السلة في سبورتس رفرنس.كوم (الإنجليزية)
- مايك بيبلوسكي على موقع ريلجم (الإنجليزية)
- مايك بيبلوسكي على موقع بروبوليرز (الإنجليزية)
- مايك بيبلوسكي على موقع سبورتس رفرنس (الإنجليزية)